# Lupanar de Pompeia
El Lupanar de Pompeia és el bordell més famós de la ciutat romana en ruïnes de Pompeia. És de particular interès per les seves pintures eròtiques a les parets.
Lupanar en llatí significa «bordell». El lupanar de Pompeia també és conegut com a Lupanare Grande.
Els bordells durant aquest període eren normalment petits, amb només unes poques habitacions (en llatí cellae). El Lupanar és el més gran dels bordells que s'han trobat a Pompeia, amb 10 habitacions. Igual que els altres bordells, les habitacions del Lupanar estaven decorades amb tota claredat. Un matalàs sobre una plataforma de pedra servia com un llit.

## Ubicació
El Lupanar (VII, 12, 18-20) es troba aproximadament a dues insulae a l'est del fòrum, en la intersecció de Vico del Lupanare amb Vico del Balcone Pensile.

## Els bordells
La paraula llatina per al bordell era lupanar (que significa literalent «cova de llops»), i una prostituta se'n deia lupa («lloba»).

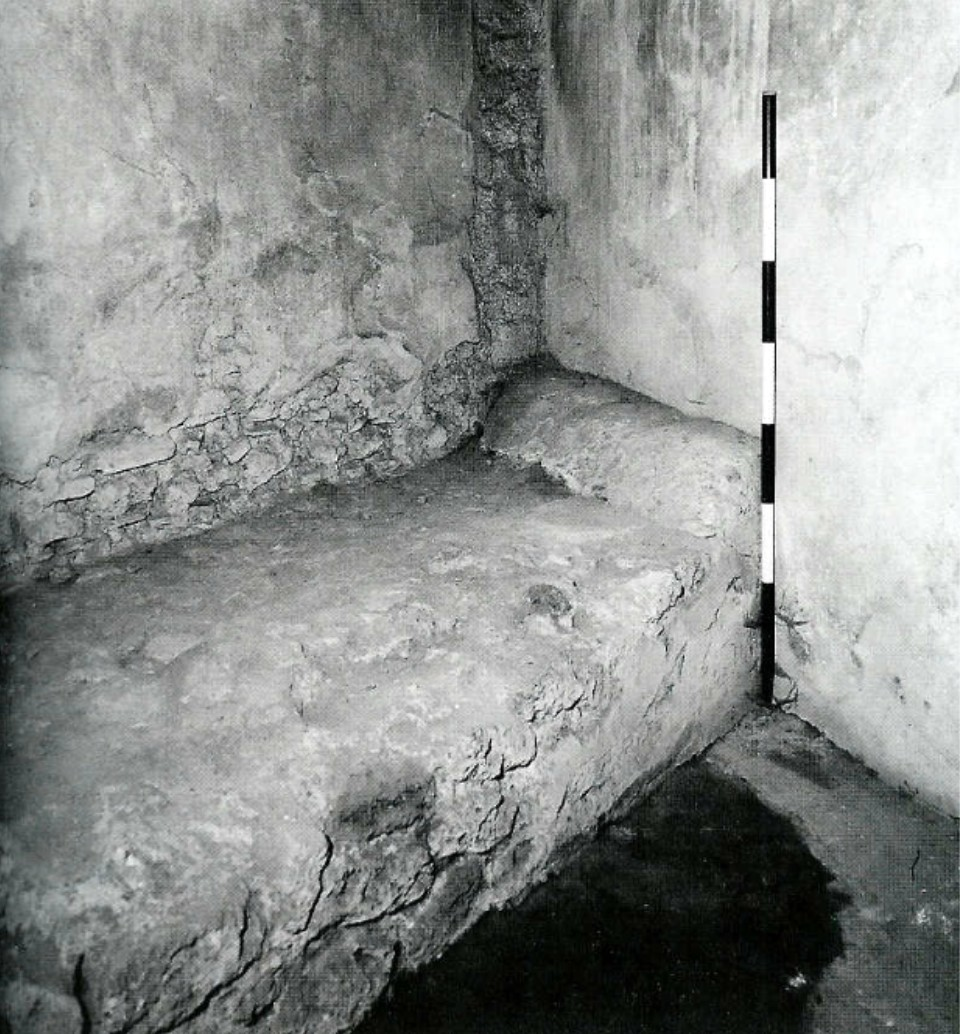
Un dels llits de pedra tallada del Lupanar

Les primeres excavacions en Pompeia van classificar de forma ràpida com bordells a qualsevol edifici que contenia pintures eròtiques. Segons aquesta mètrica, Pompeia tenia 35 bordells. Donada una població de 10.000 a Pompeia durant el segle i, això deixa un prostíbul per cada 286 persones o 71 homes adults. L'ús d'un estàndard més estricte per a la identificació dels bordells dona una xifra més realista, que inclou 9 establiments amb habitacions individuals i el Lupanar de VII, 12, 18-20.
La majoria dels bordells de l'època eren una habitació del darrere d'una posada senzilla. Generalment eren freqüentats per la gent comú que s'aprofitava dels preus baixos de les prestacions dels serveis sexuals.
L'espai dedicat a les habitacions estava aprofitat al màxim: hi havia un llit de maons o de pedra sobre el qual es col·locava un matalàs curt i resistent. L'entorn era sovint brut i fumat pel fum de les llànties. A les parets quedaven les empremtes de les sabates del client que venia a satisfer les seves necessitats. L'únic adorn de les habitacions eren els murals eròtics (on es podien veure les «especialitats» de la prostituta) que decoraven l'atri i les portes. Es podia accedir a l'habitació de la prostituta directament des del carrer o, quan es trobava al primer pis d'una insula, a través d'una escala exterior. De vegades, només una cortina separava l'habitació del carrer. Sobre la porta de l'habitació es podia llegir el nom de la prostituta, el preu del servei i un senyal d'ocupat que servia per advertir als nous clients que s'esperessin fora.
La majoria dels bordells eren una mena de petites empreses on l'amo obligava a dues o tres esclaves a prostituir-se o rebia ingressos directes amb el lloguer de l'habitació a dones lliures que exercien la prostitució.
Sovint, s'informava al carrer de l'existència d'un bordell amb signes molt explícits:
- un penis amb la inscripció: Hic habitat felicitas («Aquí viu la felicitat»);[8]
- quatre penis dibuixats en un gobelet per al joc dels daus;
- les tres gràcies, juntament amb una dona gran i amb la inscripció sorores IIII («Les quatre germanes»).[9]

Una altra manera molt utilitzada per les prostitutes per atraure els clients era que es mostraven als transeünts nues o amb una bata transparent al carrer, davant del bordell o des d'una finestra.

## Els grafits
S'han descobert 134 grafits transcrits en el Lupanar de Pompeia. La presència d'aquests grafits va servir com un dels criteris per identificar l'edifici com un bordell.
Alguns exemples dels grafits trobats en el Lupanar són:
- Hic ego puellas multas futui. «Aquí vaig cardar amb moltes noies».[13]
- Hic ego, cum veni, futui, deinde redei domum. «Aquí jo, després de la meva arribada, vaig cardar; després vaig tornar a casa».[14]
- Fututa sum hic. «Aquí m'han cardat».[15]
- Myrtis, bene felas. «Myrtis, fel·les bé».[16]
- Hinc ego nun futui formosam puellam laudatam a multis, sed lutus intus erat. «Aquí acabo de cardar amb una donzella rodanxona elogiada per molts, però per dins estava plena de fang (bruta)».[17]
- Felix bene futuis. «Felix carda bé», una prostituta elogiant a un client,[18] o «Felix ha cardat bé».[19]

Altres exemples es poden remuntar a altres llocs de Pompeia. El grafit podia explicar històries, però diversos autors responien a les inscripcions dels altres en una mena de diàleg.

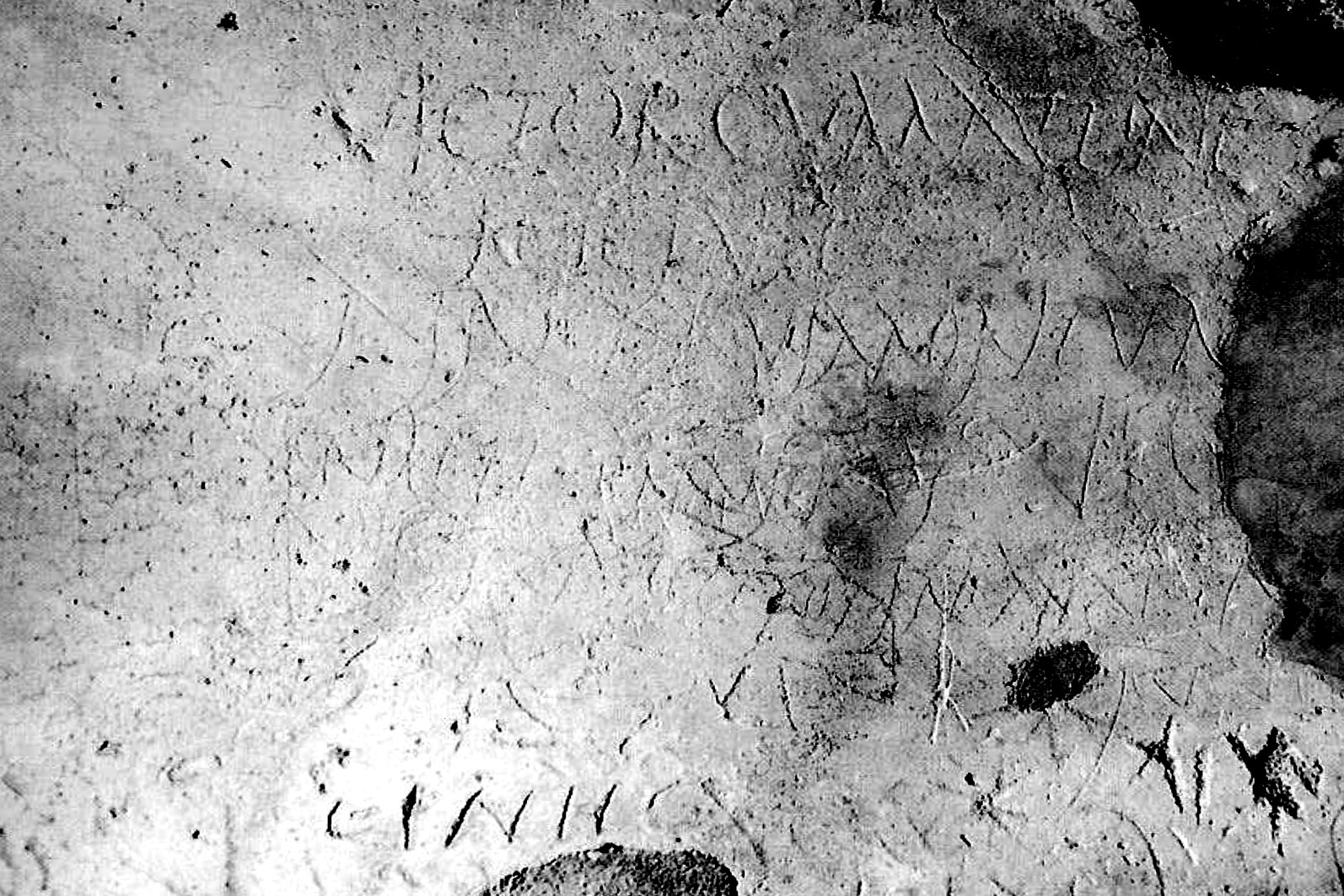
Un dels grafits del Lupanar
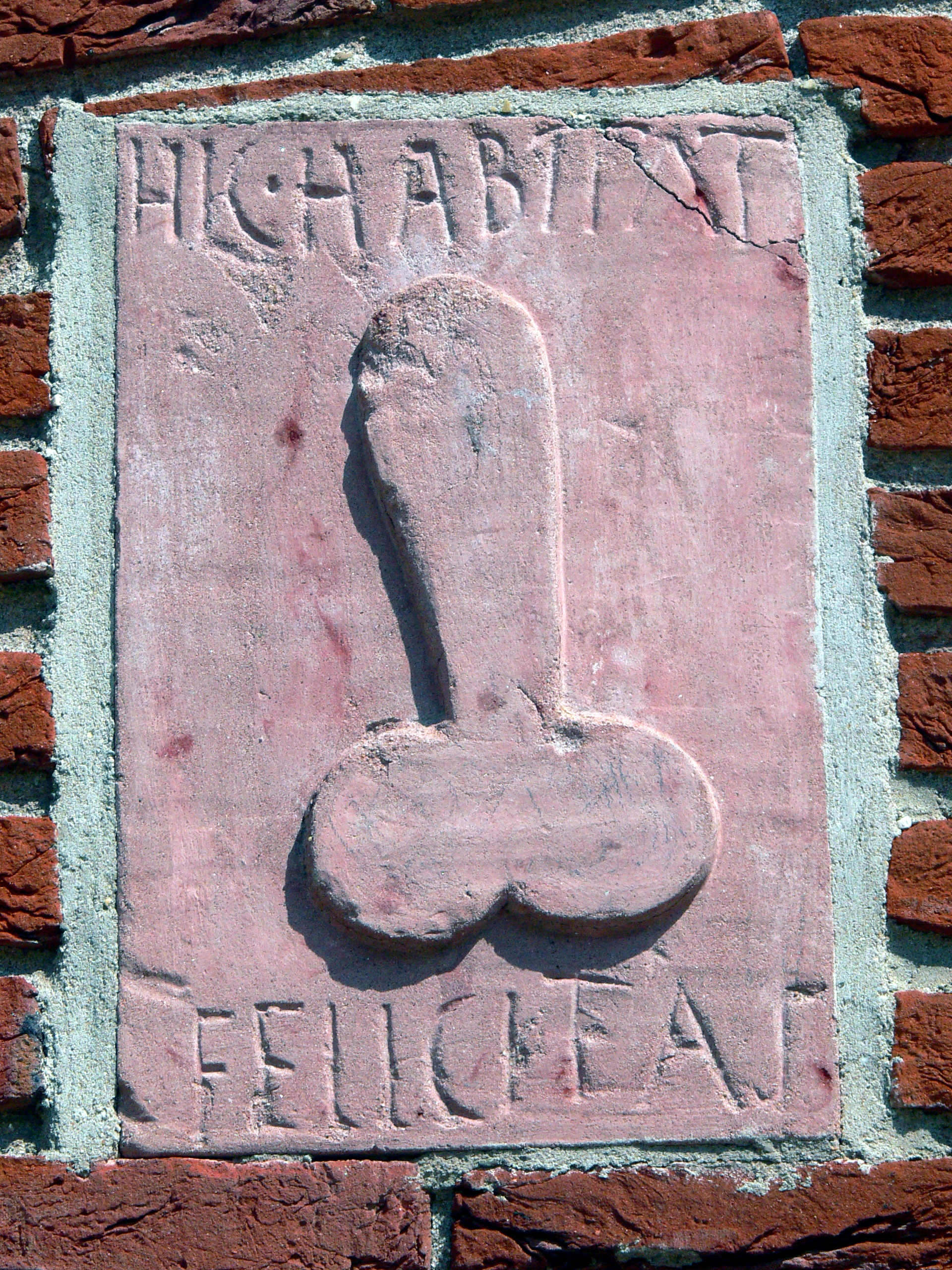
Inscripció llatina Hic habitat felicitas («Aquí viu la felicitat» o «Aquí viu la bona sort»). CIL IV, 1454

## Les pintures eròtiques

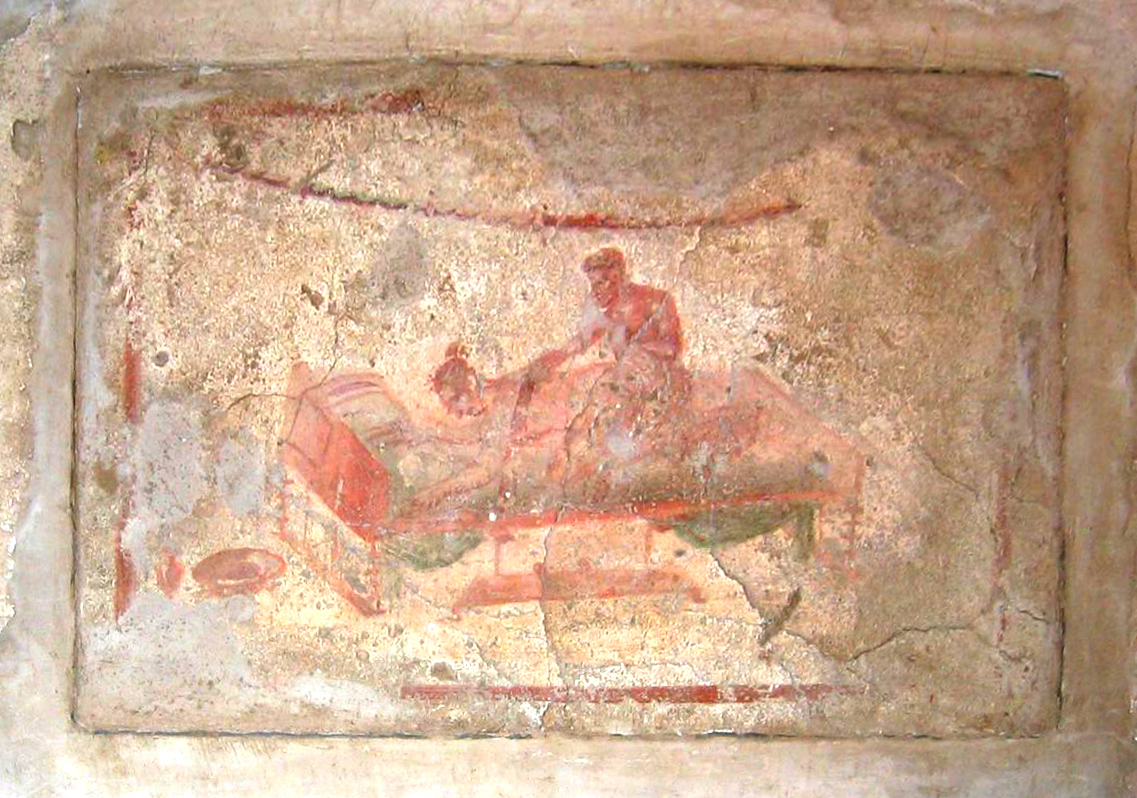
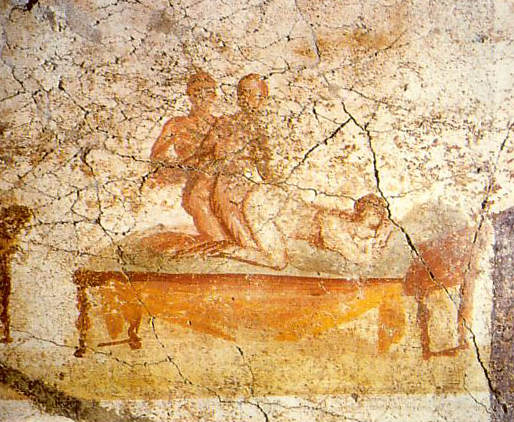
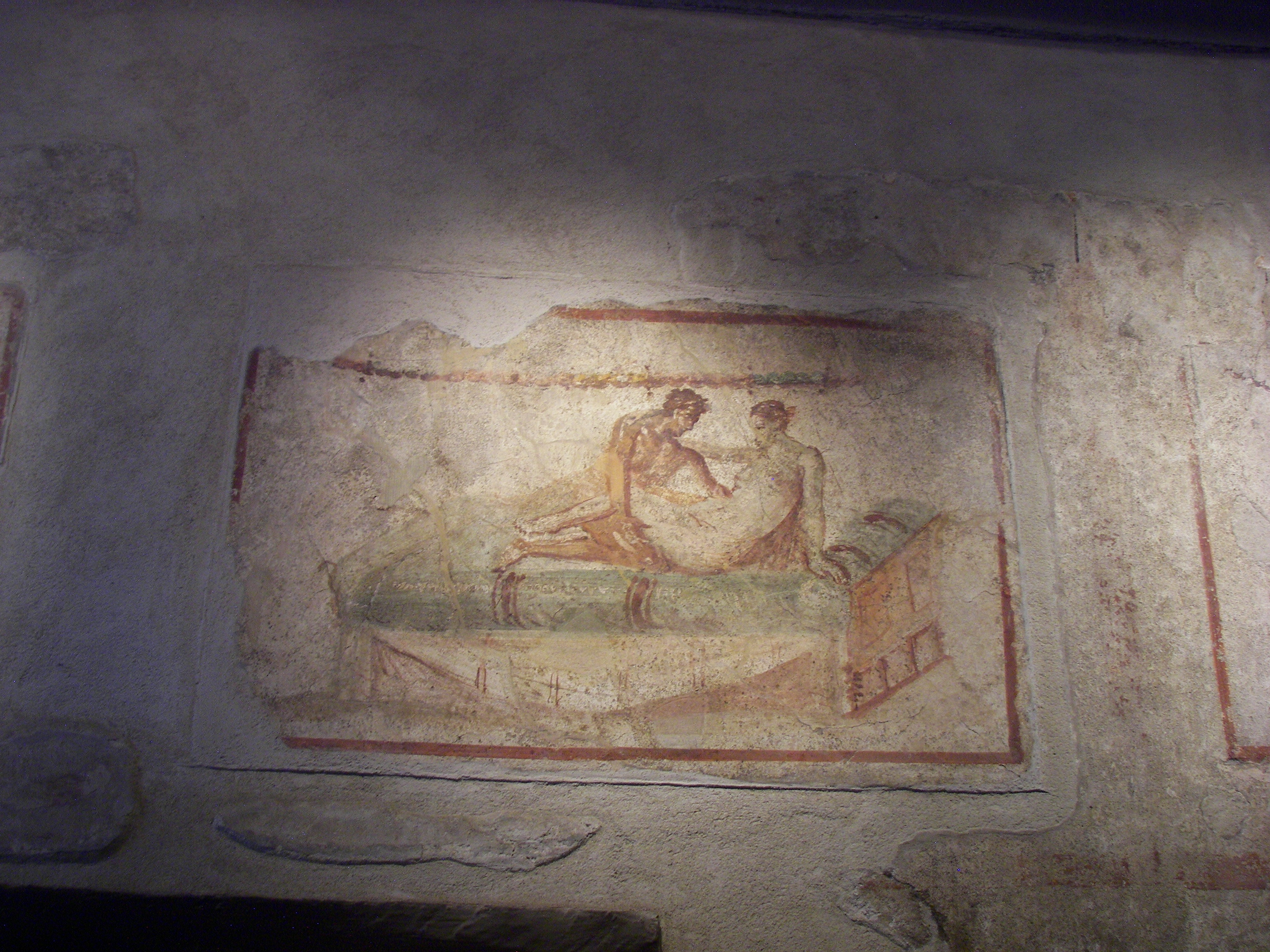

El Lupanar de Pompeia destaca per les seves pintures eròtiques conservades en les seves parets.

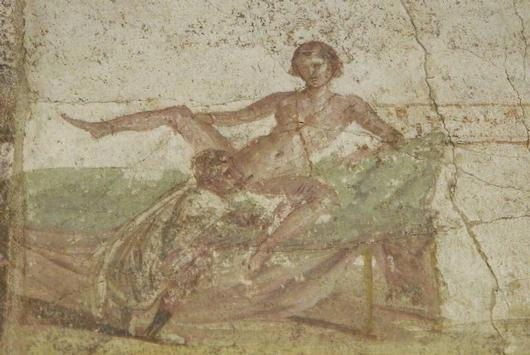
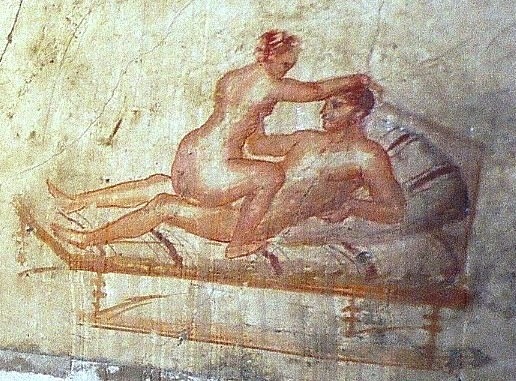
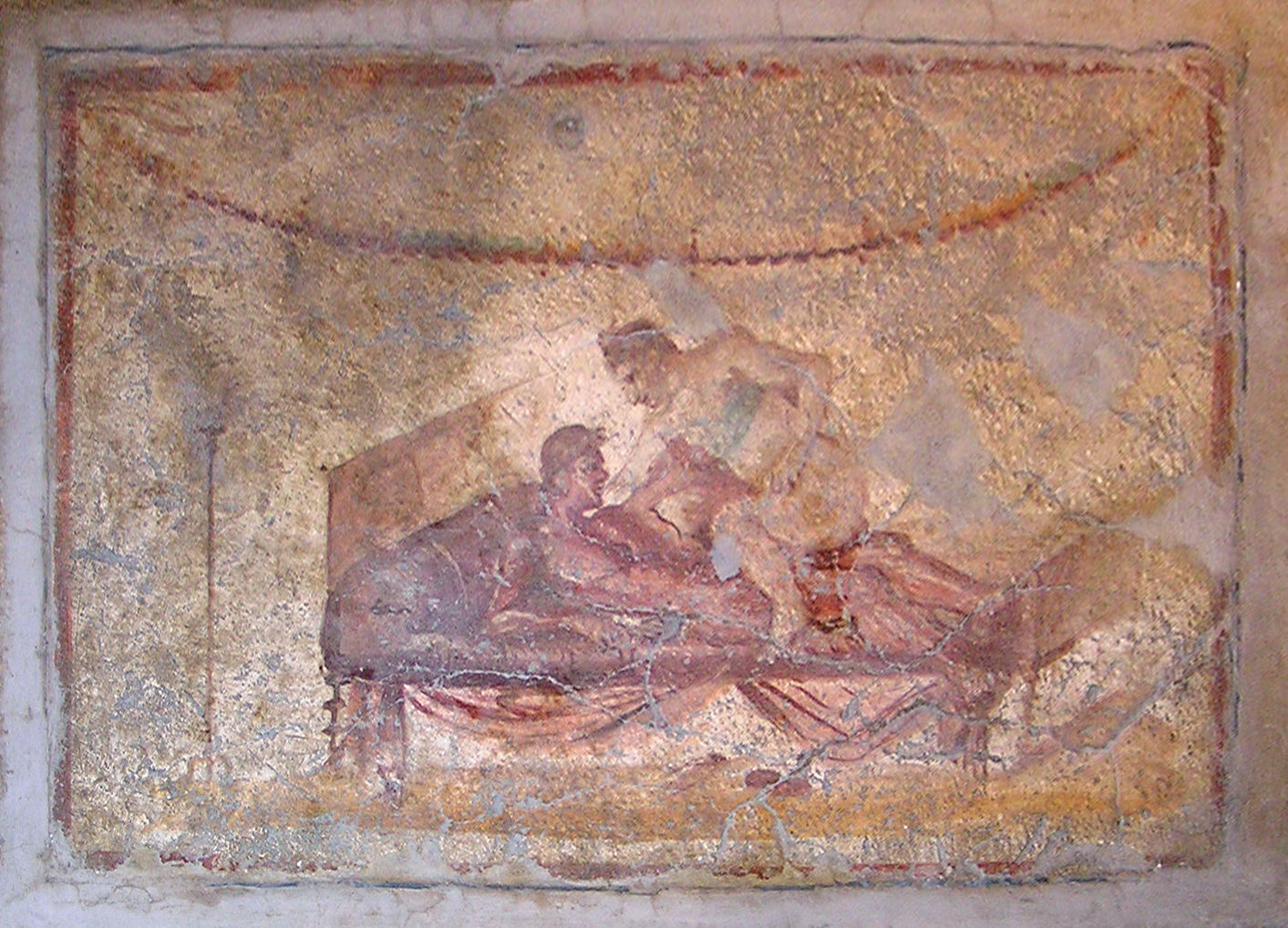

## El judici moral
És un error pensar que a l'antiga Roma considerava moralment negativa la prostitució o qui freqüentava els bordells, encara que realment alguns patricis preferien ser no reconeguts usant una perruca i cobrint-se el rostre amb una caputxa. En general, les persones riques no anaven amb prostitutes degut a la disponibilitat d'amants o d'esclaves concubines.
Generalment, la prostitució es considerava normal i natural des de l'època de l'estricte conservador de les antigues costums Cató el censor (234 aC - 149 aC), que quan va veure un jove sortint d'un bordell el va felicitar perquè de manera discreta satisfeia seus instints. No obstant això, una altra vegada que va veure al mateix jove en les mateixes circumstàncies li va dir: «Jo et vaig elogiar per anar allà, no per viure allà».